# Цепун, Андрей Михайлович
Андрей Михайлович Цепун (укр. Андрій Михайлович Цепун; 14 октября 1978 года, с. Кожуховка, Васильковский район, Киевская область, УССР, СССР — 21 февраля 2014 года, Киев, Украина) — участник Евромайдана, один из Небесной сотни. Герой Украины (2014, посмертно).

## Биография
Родился 14 октября 1978 года в селе Кожуховка Киевской области.
Принимал участие в событиях Евромайдана. Вечером 20 февраля 2014 года вместе с другими активистами дежурил на блокпосту на въезде в Киев со стороны Гостомельской трассы, чтобы остановить подход подкрепления для «титушек» и бойцов «Беркута». В ночь на 21 февраля, после завершения дежурства, отправился домой. Утром его тело нашли на улице Верболозной со следами жестокого избиения и черепно-мозговой травмой, несовместимой с жизнью.
Похоронен в родном селе Кожуховка.

## Награды
- Звание Герой Украины с вручением ордена «Золотая Звезда» (21 ноября 2014, посмертно) — за гражданское мужество, патриотизм, героическое отстаивание конституционных основ демократии, прав и свобод человека, самоотверженное служение Украинскому народу, проявленные во время Революции достоинства[1]
- Медаль «За жертвенность и любовь к Украине» (УПЦ КП, июнь 2015) (посмертно)[2]